# The Red Jumpsuit Apparatus
The Red Jumpsuit Apparatus is een Amerikaanse rockband die in 2003 werd opgericht in Middleburg (Florida). De band is vooral bekend om hun single Face Down uit 2006 van hun major label publicatie Don't You Fake It en heeft tot nu toe vijf studioalbums uitgebracht. De huidige leden zijn Ronnie Winter (zang), Joey Westwood (bas), Josh Burke (lead gitaar), Randy Winter (slaggitaar) en John Espy (drums).

## Bezetting
Huidige leden
- Ronnie Winter (leadzang, keyboards, akoestische gitaar, 2003–heden)
- Joey Westwood (basgitaar, 2005–heden)
- Josh Burke (leadgitaar, 2011–2013, 2015–heden)
- Randy Winter (ritmegitaar, achtergrondzang, 2011–heden; touring 2003–2011)
- John Espy (drums, 2015–heden)

Voormalige leden
- Thomas Wurth (basgitaar, 2003–2005)
- Duke Kitchens (ritmegitaar, achtergrondzang, 2003–2011)
- Thomas Amason (leadgitaar, achtergrondzang, 2003–2005)
- Elias Reidy (leadgitaar, achtergrondzang, 2005–2008)
- Matt Carter (leadgitaar, 2008–2011, 2013–2015)

- Jon Wilkes (drums, 2005–2011)
- John Hartman (drums, 2012–2015)
- Dan Wagler (drums, 2003-2005)

Voormalige toermuzikanten
- Kris Comeaux (drums, 2011–2012)

## Geschiedenis

### 2003-2004: vroege jaren
De jeugdvrienden Ronnie Winter en Duke Kitchens formeerden de band tijdens het bijwonen van een AP muziektheorieles in 2001. The Red Jumpsuit Apparatus werd officieel geformeerd in 2003, na de toevoeging van andere leden die toen in andere bands zaten. De bandnaam werd gekozen door de band die stemde op willekeurige woorden die ze op een muur gooiden. The Red Jumpsuit Apparatus werkte samen met de Vision Sound-studio's in Orange Park, Florida, die een ep met zes nummers uitbrachten, die in verschillende landen werd verspreid om de band in 2005 te promoten. De band begon populairder te worden, omdat ze bepaalde sociale media zoals Myspace, gebruikten om reclame te maken voor hun muziek. Hoewel populair in hun lokale circuit, vond de band het moeilijk om labelondersteuning veilig te stellen. Dit is de reden waarom de band 18 maanden nodig had om liedjes te schrijven, voordat ze naar het live circuit gingen. Ze bouwden een schare fans op met doorlopende liveshows, die in 2005 de aandacht trokken van Jason Flom van Virgin Records, waarna ze aan hun eerste album begonnen te werken.

### 2005–2007:Don't You Fake It
In 2006 brachten ze hun eerste lp Don't You Fake It uit met de singles Face Down, False Pretense, Your Guardian Angel en Damn Regret. Het album werd op 27 november 2006 door de RIAA gecertificeerd voor de verkoop van meer dan 500.000 exemplaren. In februari 2007 stond The Red Jumpsuit Apparatus aan het hoofd van de Amerikaanse Take Action Tour, georganiseerd voor de preventie van zelfmoord onder jongeren, samen met bands als My Chemical Romance en Rise Against. Hun nummer In Fate's Hands is te zien in de videogame Madden NFL 07. Hun nummer Face Down is te horen in de videogames Saints Row 2 en MX vs. ATV: Untamed en hun song False Pretense is te horen in de film Never Back Down. Van 2006 tot 2008 speelde de band verschillende headliner- en ondersteunende shows met bands als Thirty Seconds to Mars, Madina Lake, The Audition, Saosin, Scary Kids Scaring Kids, Taking Back Sunday, Lorene Drive, The Used, Monty Are I, Amber Pacific, Boys Like Girls, Halifax, Emery, A Static Lullaby, en So They Say.
De Don't You Fake It Deluxe Edition (cd/dvd) van The Red Jumpsuit Apparatus werd uitgebracht op 23 februari 2007. De cd bevat het album en twee exclusieve nummers, een akoestische versie van Face Down en een nooit uitgebrachte versie van de Australische bonustrack Disconnected. Op 3 mei 2007 trad The Red Jumpsuit Apparatus op in Fort Rucker, Alabama om te helpen bij de wederopbouw van de Enterprise High School, nadat deze op 1 maart 2007 door een tornado was verwoest. In mei 2007 was de single Face Down te horen in de film Georgia Rule. Het nummer werd ook gebruikt in Madden NFL 07 en in 2007 EVER OSL Starleague (Ongamenet). Extra nummers die tijdens dat OSL-seizoen werden gebruikt, waren Waiting en Atrophy. In een interview uit 2007 met de Florida Entertainment Scene werkte The Red Jumpsuit Apparatus samen met Virgin Records om fondsen te werven voor de National Coalition Against Domestic Violence. Ze waren ook de kop van de Take Action! Tour, die bekendheid geeft aan zelfmoord onder tieners, dierenmishandeling en huiselijk geweld.

### 2008–2009:Lonely Road
In juni 2007 begon The Red Jumpsuit Apparatus volgens Billboard.com te werken aan hun tweede album Lonely Road, dat een voorlopige publicatiedatum had in de zomer van 2008. De band werd vervolgens teruggetrokken uit hun bevestigde optredens tijdens de Australian Soundwave festivaltournee in 2008, nadat hun labelpresident had beloofd het verschuldigde geld te betalen en de band in de studio te hebben, maar in plaats daarvan niet doorging. In april 2008 begon de band een akoestische tournee langs de oostkust op verschillende locaties met de band Amaru, die uit dezelfde geboortestad kwam. Ronnie zei dat de tournee voelde alsof ze waren teruggekomen waar we allemaal begonnen. Na het terugtrekken van het Soundwave-festival van 2008 nam de band deel aan de bezetting voor 2009.
Op 30 september 2008 maakte de band in een Myspace-blog bekend dat ze op 3 oktober een demoversie van een nummer van het aanstaande album in première zouden brengen. Het nummer was een dag eerder beschikbaar voor leden van de fangroep "Alliance" van The Red Jumpsuit Apparatus. De studio van het nummer Pen and Paper werd echter op 9 oktober vrijgegeven aan leden van de fangroep en de volgende dag uitgebracht op Myspace van de band. Het nummer You Better Pray, de eerste single van Lonely Road, ging wereldwijd in première op PlanetRadio1073.com om vanaf 21 oktober gratis te luisteren en begon de volgende dag te streamen op de Myspace-pagina van de band. Hun tweede studioalbum Lonely Road werd uitgebracht op 3 februari en debuteerde op #14 in de Billboard 200 en werd geproduceerd door Howard Benson (My Chemical Romance, Daughtry, Less Than Jake, Hoobastank, P.O.D., The All-American Rejects, Seether en Cold).
Met ingang van oktober 2008 had Matt Carter de voormalige gitarist Elias Reidy vervangen. Carter had in de winter en het voorjaar van 2008 als technicus voor de band gewerkt en had een paar jaar eerder met de band gejammed. Nu werd Carter gevraagd om Reidy's plek in te nemen en hij stemde ermee in om met The Red Jumpsuit Apparatus te spelen. In een interview met een krant uit Jacksonville werd Ronnie gevraagd of Carter officieel in de band zat, waarop hij antwoordde: Ik weet het niet. Ik denk dat hij in de band zit. We doen het rustig aan. Carter speelde vanaf dat moment met de band.
Ter ondersteuning van dit album ging de band in de winter van 2008 en het voorjaar van 2009 op tournee met bands als Shinedown, Framing Hanley en Tickle Me Pink. Op 20 maart 2009 bracht Red Jumpsuit Apparatus de ep Shock Session uit met akoestische versies van Pen & Paper, You Better Pray en Face Down. Eind mei 2009 kondigden ze samen met Hollywood Undead, Mest en The Sleeping aan dat ze in de maanden juni en juli een zomertournee zouden maken, waarbij ze voornamelijk club- en kleine shows zouden spelen. Ze voegden zich weer bij Monty Are I voor een tournee in augustus 2009 door Canada en Californië.

### 2010-2012:The Hell or High Water EPenAm I the Enemy
Op 29 januari 2010 maakte The Red Jumpsuit Apparatus via hun Twitter-pagina bekend dat ze eind juli/augustus een nieuwe ep zouden uitbrengen. In februari 2010 nam de band afscheid van hun label Virgin Records, onder vermelding van de slechte promotie van Lonely Road. Ze besloten om muziek onafhankelijk uit te brengen. Volgens zanger Ronnie Winter: Op dit punt willen we zo lang mogelijk volledig 100% onafhankelijk blijven. De eerste song was Valentine, dat gratis werd uitgebracht op Valentijnsdag, 14 februari 2010. Op 22 juni 2010 kondigde The Red Jumpsuit Apparatus via Myspace blog aan dat hun aankomende ep The Hell or High Water zou heten en dat het eerste nummer Choke op 28 juni 2010 zou worden uitgebracht als een gratis download. De ep werd opgenomen in de studio van de band in Middleburg, Florida en werd gemixt en gemasterd door Paul Lapinski. Dit was hun eerste publicatie na hun vertrek bij Virgin Records en werd uitgebracht op 24 augustus 2010. Het volledige album na de ep zou begin 2011 uitkomen.
De videoclip voor de eerste single van de ep Choke ging op 25 augustus 2010 in première op purevolume.com ter ondersteuning van de publicatie van de ep. Het was de eerste van een driedelige serie, gevolgd door Don't Hate en Hell or High Water. Het toont personages die personeel van het type platenbaas vermoorden, wegrennen van de politie en vervolgens sterven in de laatste video. De moraal was dat geweld nooit iets oplost. In november 2010 ging The Red Jumpsuit Apparatus de studio in om hun derde volledige album Am I the Enemy op te nemen en eindigde in december 2010 met producent John Feldmann. De eerste single van het album Reap werd op 24 maart via YouTube uitgebracht, hoewel het nummer zelf pas op 26 april in iTunes werd uitgebracht. The Red Jumpsuit Apparatus bracht later de twee nummers Salvation en Fall from Grace van hun nieuwe album uit op hun YouTube-kanaal. Een aankondiging op 7 juni op de Facebook-pagina van de band zei, dat het nieuwe album Am I the Enemy zou worden uitgebracht op 30 augustus 2011. Het zou twaalf nummers bevatten.
Op 11 juli 2011 kondigde zanger Ronnie Winter aan, dat de gitaristen Duke Kitchens en Matt Carter de band hadden verlaten om zich te concentreren op hun persoonlijke leven en de oude Red Jumpsuit Apparatus fan Josh Burke trad toe als lead gitarist. Dit werd gevolgd door een YouTube-video op 17 juli, die Burke verwelkomde als de officiële leadgitarist van de band, ter vervanging van Carter. De broer van Ronnie, Randy Winter, werd later toegevoegd als de tweede gitarist en nam de plaats in van Duke Kitchens. Half oktober besloot drummer Jon Wilkes de band te verlaten om als producent nieuwe dingen na te jagen en de kost te verdienen. Volgens Wilkes verliet hij de band onder goede voorwaarden en wenste hen het beste in hun toekomstige inspanningen. Hij werd tijdelijk vervangen door Kristopher Comeaux terwijl de band toerde, maar Comeaux vertrok kort daarna.

### 2013-heden:Et Tu, Brute?EP,4 en The Awakening
Een blogbericht uit 2013 op de purevolume-pagina van de band kondigde aan dat 2013 het tienjarig bestaan van de band markeerde. Op 15 maart 2013 bracht de band de ep Et Tu, Brute? uit die werd geproduceerd door David Bendeth (producent van Don't You Fake It). Voorafgaand aan de publicatie bracht de band twee van de nummers op hun pagina uit. Op 11 oktober 2013 onthulde de band hun vierde studioalbum 4, binnenkort via hun Facebook-pagina. Ze onthulden ook dat David Bendeth de lp zou produceren. Drie dagen later, opnieuw via Facebook, kondigde de band aan dat Matt Carter terugkeerde naar de band en voor vier jaar leadgitaar zou spelen. Op 1 januari 2014 kondigde de band aan dat 4, evenals de rest van hun discografie, op 4 juli 2014 zou worden uitgebracht.
Deze band was van plan hun eerste rockshow in India te geven tijdens de 2016-editie van Saarang, het culturele fest van IIT Madras op 9 januari 2016. In publicatie van 27 november op hun officiële Instagram-pagina kondigde RJA hun jubileumtourneedata aan. Ze waren een van de eerste officiële bands die werden aangekondigd voor Rock on the Range in Columbus (Ohio) in 2017. In een interview in april 2017 zei Winter dat de band na hun jubileumtournee naar de studio in Zuid-Californië zou gaan om The Awakening op te nemen. Het zou in coproductie zijn met hem en zijn vrouw en zou in hetzelfde jaar worden uitgebracht. Volgens een bericht van Alternative Press in een bericht en opmerkingen op de Facebook-pagina van de band in juli 2017, zou het nieuwe record echter in 2018 worden uitgebracht, samen met een nieuwe single en tournee in het najaar van 2017. Het werd uitgebracht op 30 maart 2018. In september 2018 werd aangekondigd dat er in december van hetzelfde jaar een Australische tournee zou plaatsvinden met steun van de Australische band The Comfort. In december 2018 bracht de band verrassend het nieuwe nummer Land Down Under uit, waarvan later werd bevestigd dat het een coversong was van Men At Work.

## Stijl
The Red Jumpsuit Apparatus wordt algemeen beschouwd als alternatieve rock, pop punk, emocore, posthardcore, screamo en emopop.

## Discografie
- 2006: Don't You Fake It
- 2009: Lonely Road
- 2011: Am I the Enemy
- 2014: 4
- 2018: The Awakening

## Tijdlijn
Timeline